# Runde fyr
Das Leuchtfeuer Runde fyr befindet sich auf der westnorwegischen Insel Runde. Es ist seit 1767 in Betrieb und somit das viertälteste Leuchtfeuer in Norwegen.

## Geschichte
Das erste Leuchtfeuer auf Runde wurde im Jahr 1767 errichtet, nachdem der Seeverkehr vor der Küste zunahm und sich bereits teils schwere Unglücke ereignet hatten. Eines der schwersten Unglücke in der Gegend war wohl der Untergang des niederländischen Handelsschiffes Akerendam, das im März 1725 in einem Sturm an den Klippen vor Runde zerschellte und dabei alle 200 Mann Besatzung mit in den Tod riss. Das erste Leuchtfeuer auf Runde wurde von Peter Friderich Koren aus Kristiansund errichtet, welcher zuvor das königliche Privileg erhielt, einen Leuchtturm zu erbauen und von den vorbeifahrenden Schiffen eine Maut zu erheben. Es war zu jener Zeit das erst sechste Leuchtfeuer entlang Norwegens Küste. Anfangs bestand das Leuchtfeuer nur aus einem Kohle- oder Torffeuer, das in einem Eisentopf auf dem Berg oberhalb des heutigen Standortes 145 m über dem Meeresspiegel brannte. 1807 übernahm der norwegische Staat den Leuchtturm und verlegte dessen Standort 1815 vom Berg hinab näher an die Küste nur noch 30 m über dem Meeresspiegel. Da es schwierig war, das Feuer bei Regen und Sturm am Brennen zu halten, und das Leuchtfeuer keine große Helligkeit aufwies, wurde 1825 ein kleiner Steinturm auf dem Felsrücken Kvalnes errichtet und mit einer geschlossenen Kohlefackel ausgerüstet. 1858 wurde dann weiter unten nahe der Wasserlinie ein 27 m hoher Eisenturm errichtet. Ab da wurde das Leuchtfeuer nun durch eine Öllampe mit Vergrößerungsglas erzeugt. Im Jahr 1910 wurde dann der obere Teil des gusseisernen Turms abgenommen und durch eine größere Laterne ersetzt.
1935 schließlich wurde der alte, auf einer Anhöhe stehende Kohlefeuerturm weggesprengt und an dieser Stelle durch den heutigen Leuchtturm aus Beton mit einer quadratischen Grundfläche von 7 × 7 Metern ersetzt. Das Lampenhaus des Eisenturms wurde auf den neuen Betonturm übernommen und im Zuge dessen auf ein elektrisch betriebenes Leuchtfeuer modernisiert. Der alte Eisenturm auf Kvalnes wurde bis auf den unteren Eisenring abgetragen. Dieser untere Ring ist noch heute zu sehen. Im Jahr 1987 erfolgte die Automation des Leuchtturms, er wurde aber zunächst weiterhin von einem Leuchtfeuerwärter beaufsichtigt, der die etwas unterhalb des Leuchtfeuers befindlichen Wirtschaftsgebäude bewohnte. Erst seit 2002 ist Runde fyr schließlich unbemannt. 

## Heute
Das Runde fyr hat eine Leuchtweite von 18,9 Seemeilen. Etwas unterhalb des Leuchtturms befindet sich ein kleiner, gut erhaltener Bunker aus dem Zweiten Weltkrieg. Der Bunker wurde von den deutschen Besatzern als Beobachtungsposten genutzt. Der Leuchtturm und die zugehörigen Wirtschaftsgebäude stehen seit 2001 als Kulturdenkmal unter Schutz. Die Gebäude werden seitdem der Leuchtturm unbemannt ist von der Küstenverwaltung Kystverket an den norwegischen Wanderverein DNT vermietet, der diese als Selbstbedienungshütten mit Übernachtungsmöglichkeit betreibt. Der Leuchtturm ist über einen Wanderweg von der Ortschaft Goksøyr aus erreichbar, der Abstieg zum Leuchtturm recht steil.

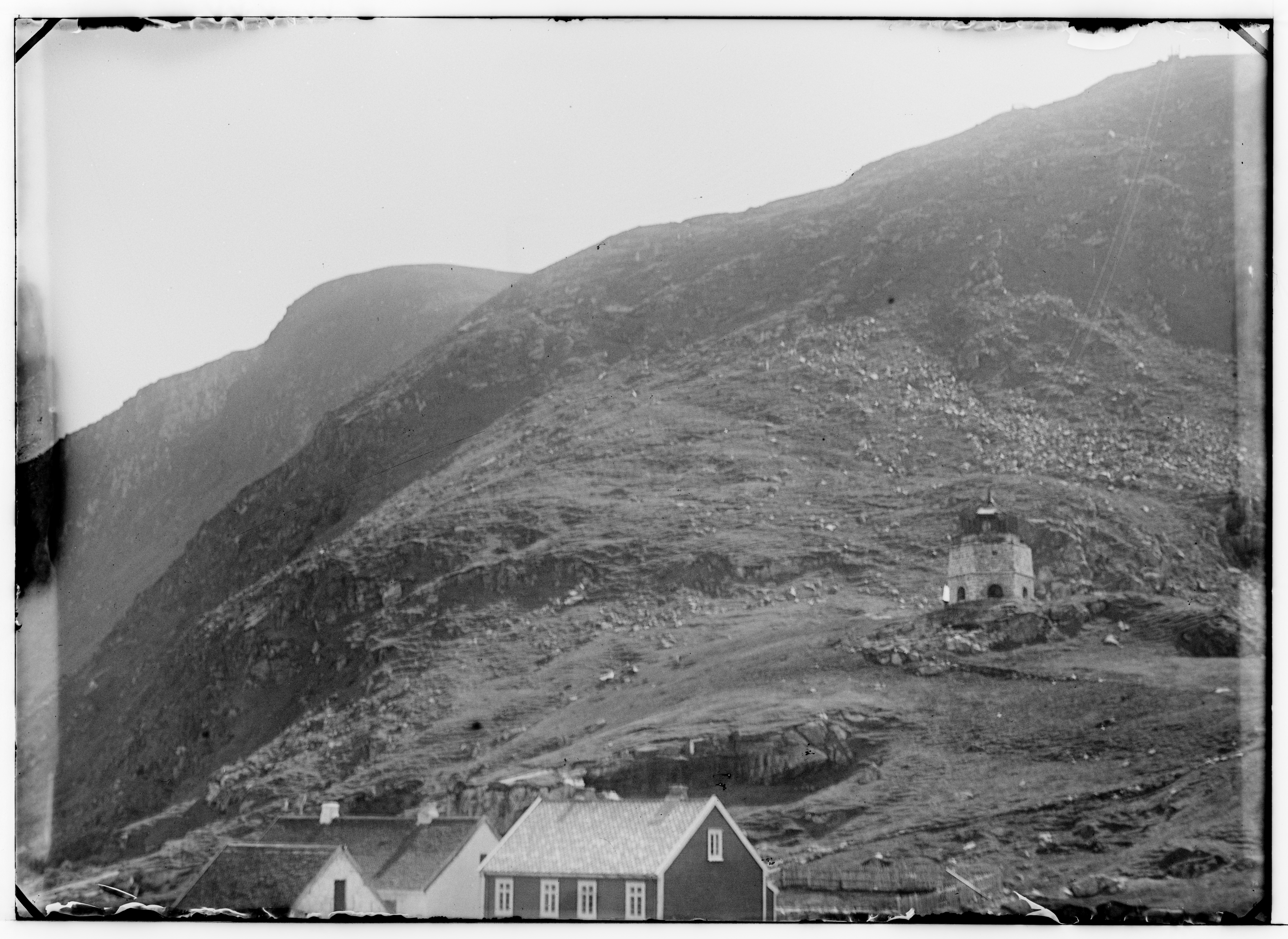
Der alte Kohleleuchtturm um 1900
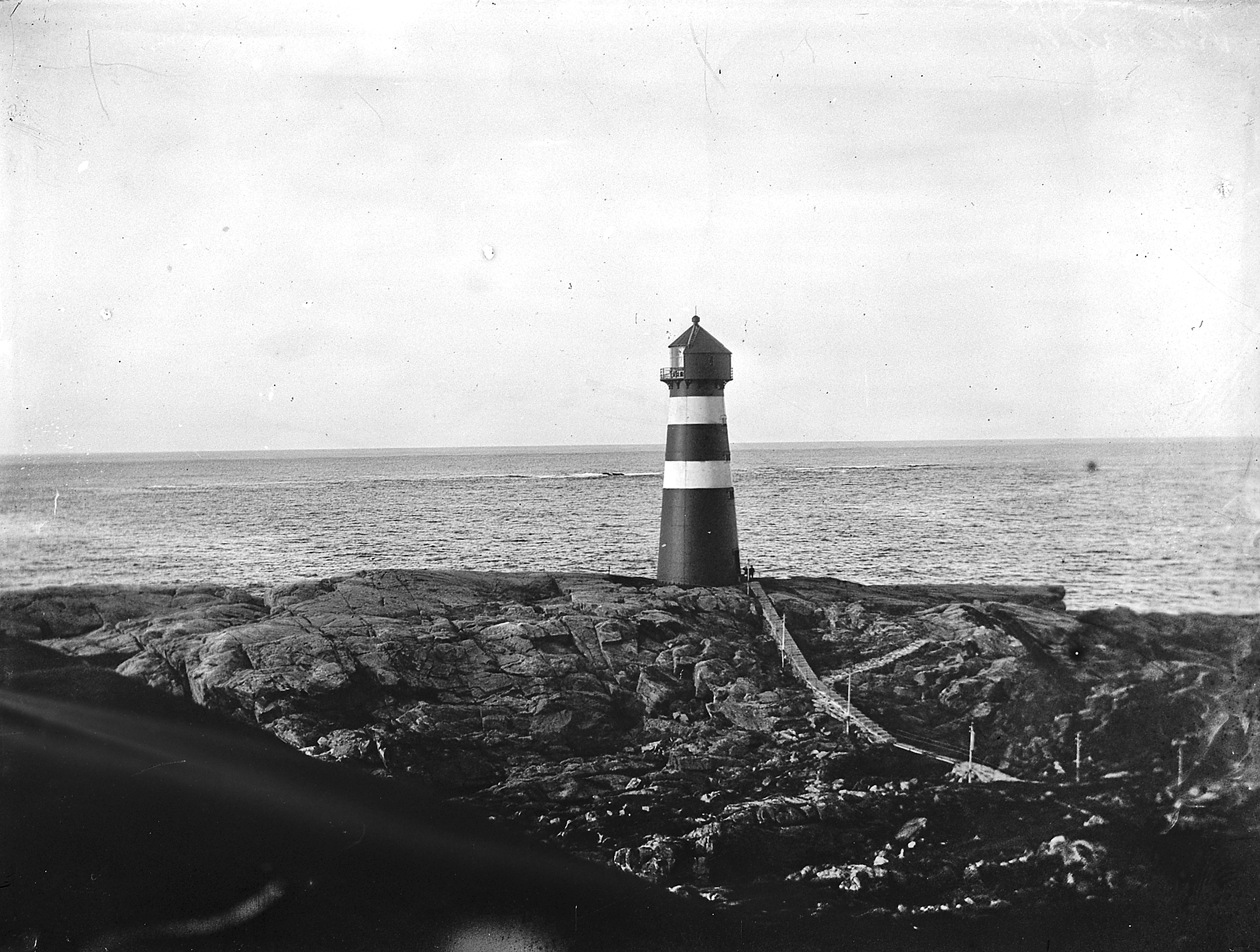
Der Eisenturm nach Austausch des Lampenhauses 1910
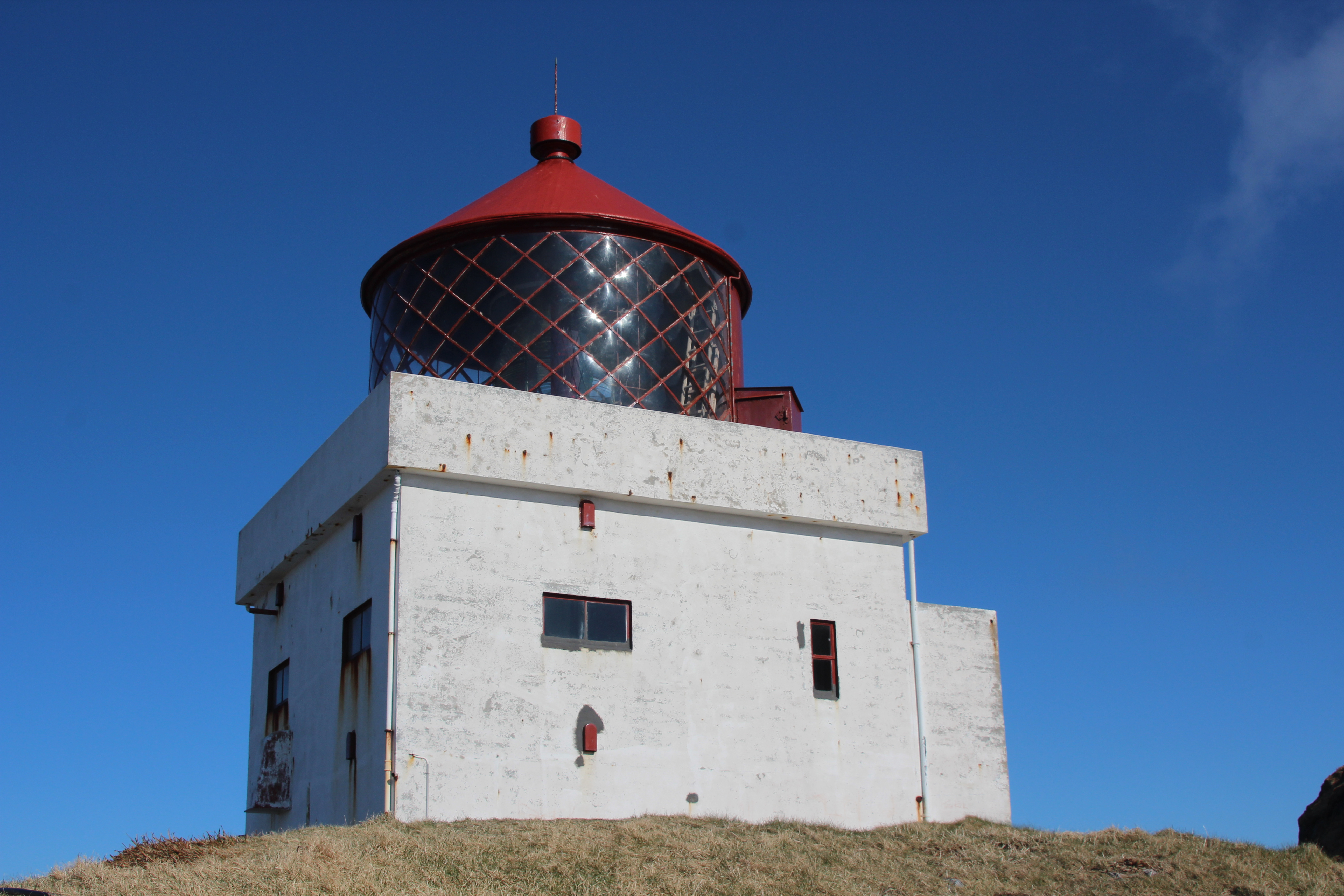
Runde fyr 2023
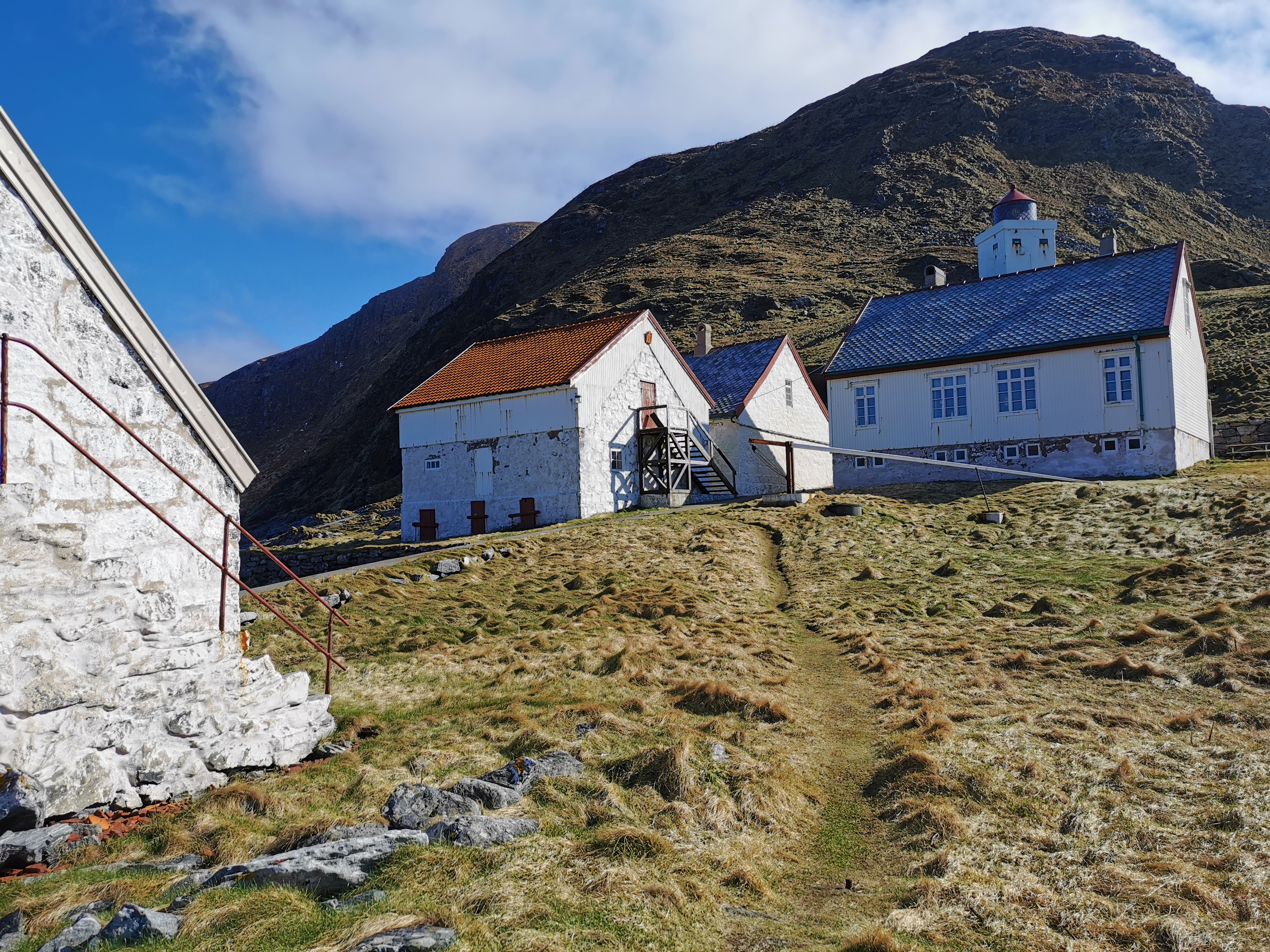
Runde fyr mit den dazugehörigen Wirtschaftsgebäuden 2023